# Lutte antivectorielle
La lutte antivectorielle est l'ensemble des moyens mobilisés pour réduire un ou plusieurs vecteurs de maladies bactériennes, virales ou de parasitoses. Il s'agit d'une forme de contrôle des épidémies qui a d'abord été mise en œuvre contre les moustiques vecteurs du Paludisme, basée sur les pesticides, la destruction des gites larvaires, la lutte biologique, de répulsifs, etc., et qui a trouvé un regain d'intérêt avec l'apparition de nouveaux risques pandémiques (Virus Zika, Chikungunya...), conduite sous l'égide de l’organisation Mondiale de la Santé. La lutte antivectorielle cible les larves et/ou les adultes vecteurs ciblés (il s'agit surtout d'insectes et d'acariens), qui peuvent être ciblés à des échelles écopaysagères jusqu'aux échelles familiales et individuelles. 
Depuis les années 1970, la demande sociale, publique et politique a évolué. Les motivations étaient initialement sanitaires et économiques, mais des préoccupations liées aux effets secondaires en matière de santé environnementale (cf. toxicité et/ou écotoxicité des produits chimiques ou méthode de génie génétique utilisées) et écologiques ont émergé.

## Limites et difficultés
Trois grandes difficultés, non résolues dans la plupart des cas, sont :
- rendre cette lutte très sélective (pour des raisons écologiques et écoépidémiologiques, et pour éviter de trop collatéralement affecter les populations d'espèce non-cibles (pollinisateurs, détritivores par exemple) et de prédateurs naturels du vecteur que l'on cherche à contrôler ou à localement éradiquer) ; A titre d'exemple, une expérience a montré que la dispersion  par voie terrestre et aérienne, sur la strate arbustive et boisée d'un anti-acarien (granulé de carbaryl), pendant la période d'activité maximale des nymphes, réduisait localement les populations de la tique Ixodes scapularis (-70,0 à -90,3 %), mais sans étudier les effets à court, moyen et long termes de ce pesticide sur les autres acariens du sol qui jouent pourtant un rôle majeur dans le cycle du carbone et les équilibres écosystémiques[5].
- éviter de favoriser le développement de résistance aux moyens de contrôle (résistance aux pesticides et notamment résistance aux insecticides[6], aux acaricides, mais aussi résistance aux rodenticides, pharmacorésistance, résistances croisées notamment). Ces résistances émergent grâce aux processus de sélection naturelle d'autant plus facilement que les vecteurs-ciblés sont souvent des espèces se reproduisant très rapidement, avec une grande descendance et un fort pouvoir de dispersion (souvent exacerbé par la mondialisation des transports et du tourisme qui ont par exemple récemment favorisé la dispersion du moustique tigre ou de la Punaise des lits).
- prendre en compte les interfaces agriculture-vecteur[7], les caractéristiques de certains écotones (ex : Mangroves)[8] et les fonctions écosystémiques des espèces-ciblées et des espèces qui en dépendent. Quand le vecteur biologique ciblé est une espèce autochtone, faire entièrement ou massivement disparaitre ou régresser ce vecteur, c'est aussi toucher un maillon (parfois important, par exemple s'il s'agit d'une Espèce clé de voûte) des écosystèmes et du réseau trophique (pyramide alimentaire). Ceci qui peut conduire à la régression ou disparition locale des prédateurs naturels de la cible (ex : hirondelles et chauve-souris, ou prédateurs aquatiques des larves, dans le cas des moustiques).

## Conditions de réussite
Une bonne stratégie de lutte intégrée implique que le contexte éco-épidémiologique soit aussi parfaitement compris que possible, de même que la biologie de l'espèce-cible (dont en se basant sur l'entomologie médicale,). Des essais pertinents doivent être faits, généralement d'abord en laboratoire, et dans de bonnes conditions de biosécurité, ainsi qu'une une analyse coût-efficacité, avant tout lancement d'actions d’envergure ou à risque. On s'appuie souvent aussi sur des modélisations et sur des retours d'expérience (REX).
Le respect des bonnes pratiques telles que définies par l'OMS en 2019, y compris en matière d'évaluation et d'assurance qualité
Des ressources financières, matérielles et humaines fiables, et une planification sans défauts, incluant une vision prospective visant à pérenniser les acquis sont également nécessaires. 
Par exemple l’imprégnation des moustiquaires par des insecticides-acaricides s'est révélée être une méthode antivectorielle efficace (plus efficace que les aspersions classiques des murs par le DDT), bien moins coûteuse et écologiquement plus soutenable. De plus, elle s'est montré également  efficace contre des vecteurs et nuisances entomologiques (mouches, punaises, poux, tiques, etc.) qui n'étaient pas originellement ciblés. Le risque de résistance aux pesticides peut être limité par des changements de molécules et la combinaison différente de plusieurs molécules.
Il existe des cas particuliers tels que celui des populations travaillant dans les jungles ou milieux à risques, le populations migrantes ou militaires

## Réglementation
Des cadres législatifs et réglementaires sont  encore en cours de construction pour la lutte antivectorielle, car elle passe souvent par des produits toxiques et/ou écologique, et peut se montrer contreproductive à moyen ou long terme si elle n'est pas soigneusement préparée, évaluée et maitrisée. Des organismes ad hoc sont parfois créés, avec par exemple en France l'Entente interdépartementale pour la démoustication du littoral méditerranéen.